# Lake Forsyth (Wairewa)
Der Lake Forsyth (Wairewa) ist ein See im Stadtgebiet von Christchurch auf der Südinsel von Neuseeland.

## Geographie
Der Lake Forsyth (Wairewa) befindet sich im südwestlichen Teil der Banks Peninsula, zwischen dem Lake Ellesmere / Te Waihora im Westen und dem Akaroa Harbour im Osten. Der bis zu 3 m tiefe See erstreckt sich über eine Länge von rund 7,7 km in Südwest-Nordost-Richtung und dehnt sich dabei über eine Fläche von 6,276 km² aus. An seiner breitesten Stelle misst der Lake Forsyth (Wairewa) rund 1,3 km in Nordwest-Südost-Richtung.
Das Wassereinzugsgebiet des Lake Forsyth (Wairewa) umfasst eine Fläche von 108 km², wobei die beiden von Nordosten kommenden Flüsse Okāna River und Okuti River den mit Abstand größten Teil der Wässer zutragen. Entwässert wird der See über einen kurzen Abfluss bei Birdling’s Flat in die Bucht der Canterbury Bight und damit in den Pazifischen Ozean.
An seinem Nordwestufer führt der New Zealand State Highway 75 entlang, der von Christchurch kommend bis nach Akaroa am Akaroa Harbour liegend geht.

## Umweltbelastung
Der See wird ständig auf seine Wasserqualität hin überwacht. Erhöhte Nährstoffkonzentrationen fördern das Wachstum von Phytoplankton. Auch ist der See oft den toxischen Cyanobakterienblüten ausgesetzt. Im Jahr 2016 entwickelte sich nach einer Phase trockenen Wetters eine derartige extreme Algenblüte, dass die Ufer des Sees von einer grünen schleimartige Masse überdeckt waren und Schafe sowie andere Tiere, die von dem Wasser des Sees tranken, verendeten.